# Synclerostola edmondsii
Synclerostola edmondsii är en fjärilsart som beskrevs av Butler 1882. Synclerostola edmondsii ingår i släktet Synclerostola och familjen nattflyn. Inga underarter finns listade i Catalogue of Life.